# Roberto Shinyashiki
Roberto Tadeu Shinyashiki (Santos, estado de São Paulo, 11 de fevereiro de 1952) é um médico, palestrante, empresário e psiquiatra brasileiro.

## Carreira
É formado em medicina, possui pós-graduação em Administração de Empresas e doutorado em Administração e Economia, ambas pela Universidade de São Paulo. 
É autor de mais de 31 livros, sendo sua grande maioria best-sellers, com temáticas tais como Alta Performance, felicidade, auto-ajuda, amor e objetivos de vida. É um dos mais renomados e importantes palestrantes do Brasil, já tendo falado para mais de 29 milhões de pessoas ao longo de sua trajetória. 
Além de sua carreira de palestrante, Roberto Shinyashiki também é fundador do Instituto Gente, uma empresa provedora de cursos e mentorias de desenvolvimento pessoal e Alta Performance. Ademais, é fundador e presidente da Editora Gente e co-fundador da plataforma de cursos WeMentor.

## Obras
- A Carícia Essencial (1985) [4]
- Amar Pode Dar Certo (1988) [5]
- Mistérios do Coração (1990)
- Sem Medo de Vencer (1993)
- A Revolução dos Campeões (1995)
- O Sucesso É Ser Feliz (1997)
- Os Donos do Futuro (2000) [6]
- Você: A Alma do Negócio (2001)
- Pais e Filhos, Companheiros de Viagem (2002)
- O Poder da Solução (2003)
- Heróis de Verdade (2005)
- Tudo ou Nada (2006)
- Os Segredos dos Campeões (2007)
- Sempre em Frente (2008)
- A Coragem de Confiar (2009)
- Vivendo e Aprendendo (2010)
- Problemas? Oba! (2011)
- O Segredo Das Apresentações Poderosas (2012)
- Louco por Viver (2013)
- A Nova Lógica do Sucesso (2015)
- Pare de Dar Murro em Ponta de Faca (2017)